# Kees Arntzen
Kees Arntzen (Amsterdam, 5 september 1957) is een Nederlands componist, gitarist en beeldend kunstenaar. Nadat hij in zijn jeugd kennis had gemaakt met de klassieke gitaar, studeerde Kees Arntzen schoolmuziek en gitaar aan het Sweelinck Conservatorium te Amsterdam, studies die hij in 1982 afrondde. Hij verhuisde nog datzelfde jaar naar Wenen, waar hij drie jaar compositie, gitaar en muziektheorie studeerde, bij resp. prof. Friedrich Cerha, prof. Karl Scheit en prof. Paul Kont.
In het Weense muziekklimaat was de invloed van expressionistische componisten als Berg, Webern en Cerha nog duidelijk merkbaar; invloeden van hun twaalftoonstechniek laten zich dan ook aflezen
aan Arntzens composities uit die periode.
Terug in Nederland halverwege de jaren tachtig, pakte Arntzen eerst zijn studie Muziekwetenschappen aan de Universiteit van Amsterdam weer op en werkte vervolgens onder meer als muziekleraar, concertprogrammeur en uitvoerend musicus; na masterclasses compositie bij Daan Manneke in 1998 vond hij weer de tijd voor een regelmatige stroom composities.
Werk van zijn hand werd onder meer uitgevoerd bij het Festival Aspekte te Salzburg en uitgezonden door de Oostenrijkse omroep ORF. In april 2001 werden delen van zijn compositie "Widmung" uitgevoerd door gitarist Wim Hoogewerf en opgenomen voor Radio 4. Een CD met werken voor gitaar en klavecimbel verscheen nog datzelfde jaar. Het Koor Nieuwe Muziek bracht met succes Arntzens koorwerk "HTW 1/2" in première; onder leiding van Romain Bischoff voerde het Cluster-kamerkoor in maart 2003 de composities "Fuite" en "Louenge a la Court" voor koor a capella uit.
Van het Fonds voor de Scheppende Toonkunst ontving Kees Arntzen hierna de opdracht tot het schrijven van een strijkkwartet ten behoeve van het Franciscus-Strijkkwartet, dat in het seizoen 2003-2004 herhaaldelijk werd uitgevoerd. Het stadsdeel Amsterdam Oud-Zuid ondersteunde Arntzens initiatief tot het componeren van zijn kameropera "Fenomeen" over de zanger Herman Brood, die in première ging in 2003.
Ten behoeve van het programma van fluitiste Eleonore Pameijer en zangeres Irene Maessen schreef Arntzen een liederencyclus voor fluit en zang op Italiaanse tekst, die tot klinken kwam bij de liedrecitals voor de vereniging Vrienden van het Lied. Voor zangeres Marianne Selleger schreef hij "Hebräische Balladen", met het oog op een uitvoering in de Ruïnekerk te Bergen. Het Ensemble Rosario onder leiding van Marisol Gentile speelde in mei 2006 de première van Sfumatura voor kamerorkest in Rosario (Argentinië) tijdens een Festival voor moderne muziek. Voor het Tsjechische Bennewitz-Kwartet en klarinettist Harry-Imre Dijkstra componeerde Arntzen "Kurzweil" voor hun Amerika-tournee in 2007.
Recentelijk concerteerde Kees Arntzen met zijn Tucholsky-liederen samen met zangeres Henriette Schenk en pianist Paul Prenen in Berlijn, alsmede tijdens het Festival Wien Modern te Wenen.

## Werken (selectie)
- 1978 Gitaarvariaties voor gitaar solo
- 1979 Tucholsky-liederen voor zang en piano/gitaar
- 1981 Onder Ons voor 2 gitaren
- 1983 Knipoog voor gitaar en klavecimbel
- 1986 HWT 1/2 voor koor a capella en percussie
- 1999 L’Europe changeante voor klavecimbel solo
- 2000 Widmung voor gitaar solo
- 2001 Fuite voor koor a capella
- 2001 Esquisses de Sylvestre voor orgel solo
- 2001 Sfumatura voor kamerorkest
- 2002 Tal mi fec’io voor strijkkwartet
- 2002 Dove c’è tutto voor strijkorkest
- 2002 Louenge à la Court voor koor a capella
- 2003 Fenomeen kameropera over Herman Brood
- 2003 Leuke Spreuken I - III voor vocaal ensemble
- 2005 Hebräische Balladen voor mezzo-sopraan en strijkkwartet
- 2006 Kurzweil voor klarinet en strijkkwartet

## Referentie
1. ↑  "Expositie Stoker 2 bij Kees en Joanne" - Galerie de Stoker (destoker.nl), februari 2012

- Gemeinsame Normdatei: 1147092303
- International Standard Name Identifier: 0000 0000 4907 9961
- Library of Congress Control Number: no2006002351
- Virtual International Authority File: 41584894
- WorldCat: E39PBJymyg6MqTHgt9MgmRPmh3